# 康納 (蒙大拿州)
康納（英語：Conner）是位於美國蒙大拿州拉瓦利縣的普查規定居民點。

## 歷史
康納的郵局自1906年營運至今。

## 人口
根據2020年美國人口普查的數據，康納的面積為4.71平方千米，當中陸地面積為4.61平方千米，而水域面積為0.10平方千米。當地共有人口182人，而人口密度為每平方千米38.64人。